# Abcházština
Abcházština je severozápadní kavkazský jazyk používaný Abcházci v Abcházii, Gruzii a Turecku. Používá jej 70 000–100  000 mluvčích v Abcházii a až několik desítek tisíc v Turecku. Abcházština je úředním jazykem v Abcházii (podle ústavy sporné Republiky Abcházie spolu s ruštinou, podle Gruzie je spolu s gruzínštinou jedním z oficiálních jazyků de facto neexistující gruzínské Autonomní republiky Abcházie). Jazyk má velký počet souhlásek (58) a naopak pouze dvě samohlásky.

## Rozšíření
Abcházština je používána především v Abcházii, kde je oficiálním jazykem separatistické Abchazské republiky. Status úředního jazyka jí spolu s gruzínštinou zaručuje i gruzínská ústava z roku 1995. Používána je také velkou abchazskou menšinou v Turecku. Přesný počet tamních mluvčích není znám.

## Historie
Nejstarší dochované texty v abcházštině pocházejí ze 17. století. Jsou zapsány arabským písmem tureckým cestovatelem Evliyem Celebim. Abcházština byla jako literární jazyk používána pouze zhruba posledních sto let a v průběhu stalinské éry byla na čas jako literární jazyk dokonce zakázána.

### Dialekty
Abcházština se obecně dělí do těchto tří nářečí:
- Abžua (Абжьыуа) – je spojen s historickým územím Abžua, dnes zhruba okres Očamčyra. Tento dialekt je používán jako základ spisovné formy abcházsštiny.
- Bzybský dialekt (Бзыԥ) – je spojen s územím okolo řeky Bzyb a s územím okresu Gudauta, hovoří se jím jak v Abcházii, tak v diasporách v Turecku.
- Samurzakanský dialekt – je spojen s východní částí okresu Očamčyra, dnes jsou jeho zbytky roztroušeny v několika obcích okresu Gali.

Do konce 19. století existovalo v Abcházii ještě několik dialektů, jimiž se zde již nehovoří a využívá je jen diaspora v zahraničí.
- Sadzský dialekt – je spojen s územím Sadzen, hovoří jím pouze diaspora v Turecku.
- Gumský dialekt – je spojen s údolím řeky Kodori, okres Gulrypš, hovoří jím pouze diaspora v Turecku a diaspora v Adžárii na jihozápadě Gruzie.
- Pschuský dialekt – je spojen s horskou oblastí u řeky Bzyb, hovoří jím pouze diaspora ve středním Turecku.
- Cebeldsko-Dalský dialekt – je spojen s oblastí středního toku řeky Kodori, okres Gulrypš, hovoří jím pouze diaspora v několika vesnicích ve středním Turecku.

## Písmo
Abcházština používá od roku 1862 přizpůsobenou cyrilici. První abecedou byla cyrilice se 37 znaky, vyvinutá baronem Peterem von Uslar. V roce 1909 byla používána cyrilice o 55 písmenech, mezi lety 1926 a 1928 pak latinka o 72 písmenech vyvinutá gruzínským lingvistou Nikolajem Marrem. Gruzínská abeceda byla uvedena v roce 1938, po Stalinově smrti však snahy o abchazskou nezávislost vedly v roce 1954 ke znovuzavedení současné abecedy, postavené na cyrlici vyvinuté v roce 1892 Dmitrijem Guljou a Konstantinem Machavarianim, jež byla dále upravena v roce 1909 Aleksejem Čočuou.

### Abeceda
| А | Б | В | Г | Гь | Гә | Ӷ | Ӷь | Ӷә | Д | Дә | Е  | Ж  | Жь | Жә | З | Ӡ  | Ӡә | И  | К | Кь | Кә | Қ | Қь | Қә | Ҟ  | Ҟь | Ҟә | Л | М  | Н | О |
| П | Ԥ | Р | С | Т  | Тә | Ҭ | Ҭә | У  | Ф | Х  | Хь | Хә | Ҳ  | Ҳә | Ц | Цә | Ҵ  | Ҵә | Ч | Ҷ  | Ҽ  | Ҿ | Ш  | Шь | Шә | Ы  | Ҩ  | Џ | Џь | Ь | Ә |

Tabulka s IPA a přibližnou českou výslovností:
| А а [a] a                     | Б б [b] b                   | В в [v] v                     | Г г [ɡ] g                       | Гь гь [ɡʲ] gj                | Гә гә [ɡʷ] gu       | Ӷ ӷ [ʁ/ɣ] (ráčkování) | Ӷь ӷь [ʁʲ/ɣʲ] (změkčené ráčkování) |
| Ӷә ӷә [ʁʷ/ɣʷ] (ráčkování s w) | Д д [d] d                   | Дә дә [dʷ] du, dw             | Е е [ɛ] e                       | Ж ж [ʐ] ž                    | Жь жь [ʒ] žj        | Жә жә [ʒʷ] žu, žw     | З з [z] z                          |
| Ӡ ӡ [d͡z] dz                   | Ӡә ӡә [d͡ʑʷ] dzu, dzw        | И и [j/jɨ/ɨj/i] i, j          | К к [kʼ] k                      | Кь кь [kʼʲ] kj               | Кә кә [kʼʷ] ku, kw  | Қ қ [kʰ] k, kch       | Қь қь [kʲʰ] kj, kchj               |
| Қә қә [kʷʰ] kchu, kchw        | Ҟ ҟ [qʼ] q, ku              | Ҟь ҟь [qʼʲ] qj                | Ҟә ҟә [qʼʷ] qu, qw              | Л л [l] l                    | М м [m] m           | Н н [n] n             | О о [ɔ] o                          |
| П п [pʼ] p                    | Ԥ ԥ [pʰ] p(ch)              | Р р [r] r                     | С с [s] s                       | Т т [tʼ] něco mezi „t“ a „ť“ | Тә тә [tʼʷ] tu, tw  | Ҭ ҭ [tʰ] t            | Ҭә ҭә [tʷʰ] tu, tw                 |
| У у [w/wɨ/ɨw/u] u, w          | Ф ф [f] f                   | Х х [x/χ] ch (chraptivé)      | Хь хь [xʲ/χʲ] ch                | Хә хә [xʷ/χʷ] chu, chw       | Ҳ ҳ [ħ] h           | Ҳә ҳә [ħʷ] hu, hw     | Ц ц [t͡s] c                         |
| Цә цә [t͡ɕʷʰ] cu, cw           | Ҵ ҵ [t͡sʼ] c, tc (dohromady) | Ҵә ҵә [t͡ɕʼʷ] cu, cw, tcu, tcw | Ч ч [t͡ʃʰ] č                     | Ҷ ҷ [t͡ʃʼ] č (silné)          | Ҽ ҽ [t͡ʂʰ] čch, tšch | Ҿ ҿ [t͡ʂʼ] tš, tč      | Ш ш [ʂʃ] š                         |
| Шь шь [ʃ] šj                  | Шә шә [ʃʷ] šu, šw           | Ы ы [ɨ] neznělé y             | Ҩ ҩ [ɥ/ɥˤ] jako francouzské oui | Џ џ [d͡ʐ] dž                  | Џь џь [d͡ʒ] dž       | Ь ь [ʲ] j             | Ә ә [ʷ] u, w                       |

### Starší abecedy

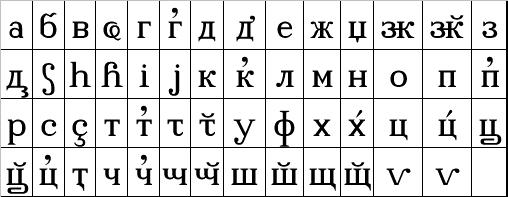
První abchazská cyrilská abeceda sestavená P. K. Uslarem (1862)
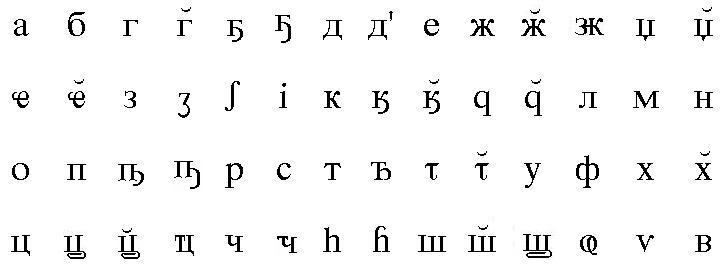
Abeceda upracená A. Čočuou (1909)
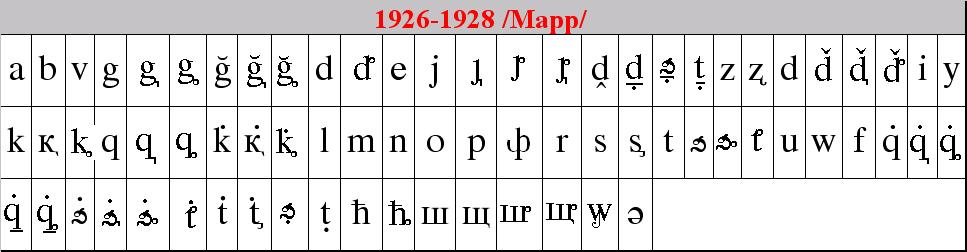
Latinská abeceda N. J. Marra (1926–1928)
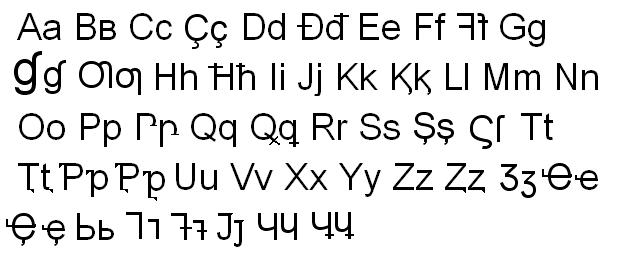
Latinská abeceda (1928–1938)
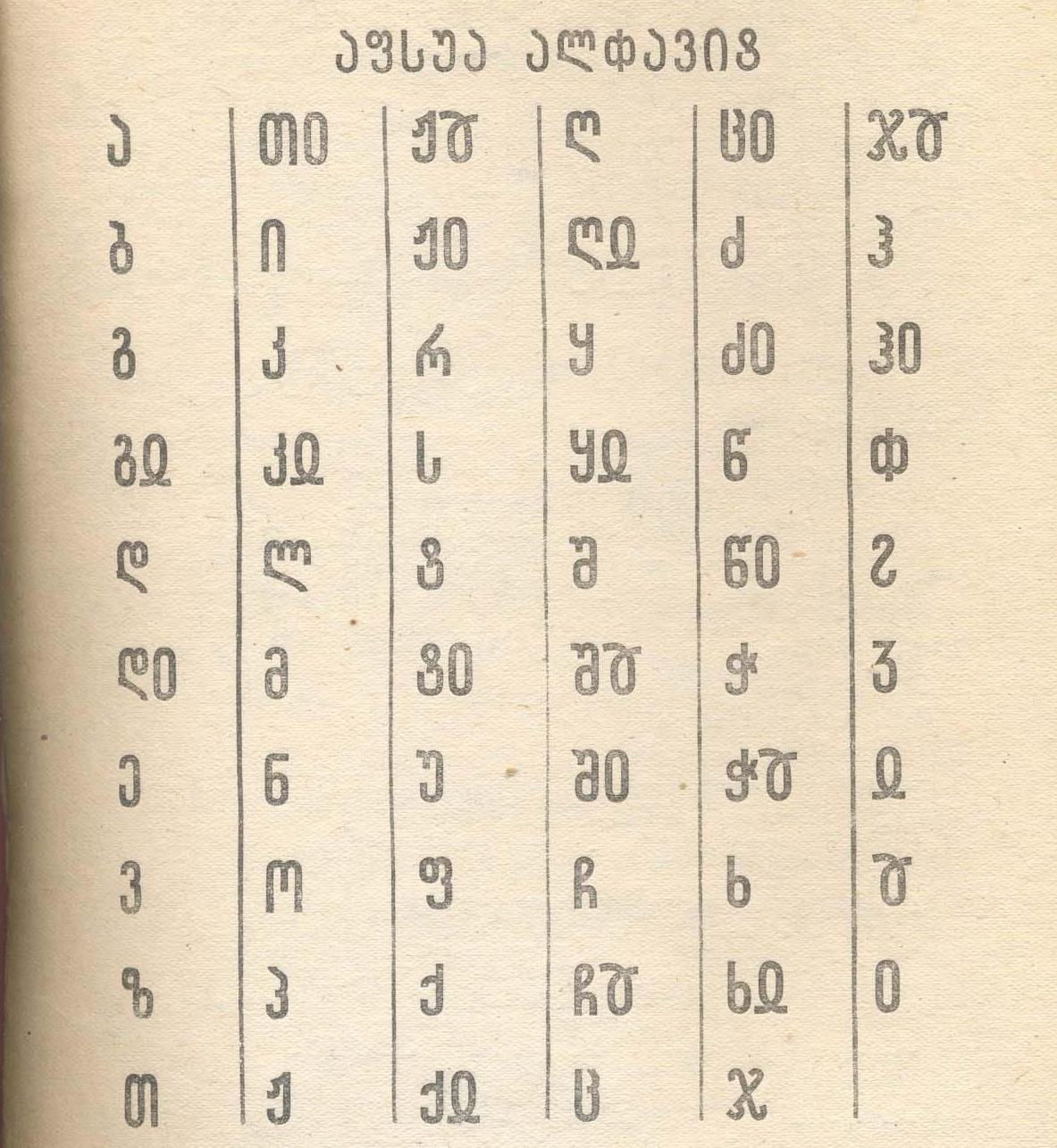
Abeceda užívající gruzínské písmo (1938–1953)

## Mluvnice
Abcházština je považována za aglutinační jazyk a podobně, jako je tomu u ostatních severozápadních severokavkazských jazyků, má komplexní polysyntetický systém tvoření sloves, která je možné upravit do desítek rozličných forem, který doprovází velmi jednoduchý systém podstatných jmen a ostatních slovních druhů. Abchazský jazykovědec Vjačeslav Čirikba oznail abcházštinu za „verbocentrický jazyk“, neboť slovesa zaujímají v abchazské morfologii hlavní místo.

### Podstatná a přídavná jména
Jelikož je abcházština Ergativno-absolutivní jazyk, rozlišuje se u podstatných jmen jen dvě kategorie, resp. pády: Nominativ a Adverbiál (příslovečný).
Abcházština neobsahuje přídavná jména, ta mají obvykle podobu podstatných jmen, avšak někdy je možné narazit na přípony -тә, nebo -тәы (např. аиха = železo; аихатәы = železný).

### Zájmena a členy
Abchazská slova, neupravená gramatickými jevy, začínají obvykle předponou А- (např. Аҩыза = přítel; А- člen neurčitý, -ҩыза = kořen slova přítel). Tento neurčitý člen bývá ve slově nahrazován přivlastňovacím zájmenem, jež má stejný tvar jako prefix osobního zájmena (Сҩыза = můj přítel; С- já). Není však přípustné, aby slovo bylo bez členu.
U sloves, která jsou v infinitivu rovněž psána s předponou А-, dochází k podobnému jevu. (např. Ацара = jít; А- člen neurčitý, -ца = kořen slovesa jít, -ра = koncovka infinitivu) Při použití slovesa ve větě dojde k nahrazení neurčitého členu zájmenem osobním podobně jako v příkladu výše. (Сцоит = já jdu; С- já, -оит = koncovka oznamovací v přítomném čase).
U sloves dochází i k hromadění několika zájmen v jediném slovu, které konkretizují obsah sdělení, například jde o předmět. U některých sloves je nutné tento předmět použít vždy. Ve slově to potom vypadá tak, že prvním v pořadí je předmět a následuje ho osobní zájmeno, jež představuje podmět (např. Абара = vidět; Избоит = Já (to) vidím; И- to, -з- = já, -оит koncovka; Бызбоит = vidím tě (ženě) узбоит = vidím tě (mužovi)).
Seznam osobních zájmen:
|                      | Jednotné č. | Množné č. |
| -------------------- | ----------- | --------- |
| 1. osoba             | Сара        | Ҳара      |
| 2. osoba, rod mužský | Уара        | Шәара     |
| 2. osoba, rod ženský | Бара        | Шәара     |
| 3. osoba, rod mužský | Иара        | Дара      |
| 3. osoba, rod ženský | Лара        | Дара      |

### Číslovky
Abcházština používá pro vyjadřování čísel dvacítkovou soustavu, ale pouze do sta. Například číslovku 30 vyjadřují uživatelé tohoto jazyka doslova jako dvacet deset. Číslovka 52 pak vyzní jako dvakrát dvacet dvanáct. Pro trojmístná a vyšší čísla se už používá jiná slova, avšak na místě jednotek a desítek se i nadále používá dvacítkové soustavy.
| 0-19  | 0-19      | 0-19       | 20-39 | 20-39        | 20-39         | 40-59 | 40-59           | 40-59            | 60-79 | 60-79           | 60-79             | 80-99 | 80-99             | 80-99              | >100   | >100      | >100       |
| Číslo | Abchazsky | Výslovnost | Číslo | Abchazsky    | Výslovnost    | Číslo | Abchazsky       | Výslovnost       | Číslo | Abchazsky       | Výslovnost        | Číslo | Abchazsky         | Výslovnost         | Číslo  | Abchazsky | Výslovnost |
| 0     | Аноль     | Anolj      | 20    | Ҩажәа        | Vjažwa        | 40    | Ҩынҩажәа        | Uinvjažwa        | 60    | Хынҩажәа        | Ch-nvjažwa        | 80    | Ԥшьынҩажәа        | Pšj-nvjažwa        | 100    | Шәкы      | Šwk-       |
| 1     | Акы       | Ak-        | 21    | Ҩажәи акы    | Vjažwi ak-    | 41    | Ҩынҩажәи акы    | Uinvjažwi ak-    | 61    | Хынҩажәи акы    | Ch-nvjažwi ak-    | 81    | Ԥшьынҩажәи акы    | Pšj-nvjažwi ak-    | 200    | Ҩышә      | Uišu       |
| 2     | Ҩба       | Uiba       | 22    | Ҩажәи ҩба    | Vjažwi uiba   | 42    | Ҩынҩажәи ҩба    | Uinvjažwi uiba   | 62    | Хынҩажәи ҩба    | Ch-nvjažwi uiba   | 82    | Ԥшьынҩажәи ҩба    | Pšj-nvjažwi uiba   | 300    | Хышә      | Ch-šu      |
| 3     | Хԥа       | Chpa       | 23    | Ҩажәи хԥа    | Vjažwi chpa   | 43    | Ҩынҩажәи хԥа    | Uinvjažwi chpa   | 63    | Хынҩажәи хԥа    | Ch-nvjažwi chpa   | 83    | Ԥшьынҩажәи хԥа    | Pšj-nvjažwi chpa   | 400    | Ԥшьышә    | Pšj-šu     |
| 4     | Ԥшьба     | Pšba       | 24    | Ҩажәи ԥшьба  | Vjažwi pšba   | 44    | Ҩынҩажәи ԥшьба  | Uinvjažwi pšba   | 64    | Хынҩажәи ԥшьба  | Ch-nvjažwi pšba   | 84    | Ԥшьынҩажәи ԥшьба  | Pšj-nvjažwi pšba   | 500    | Хәшә      | Chwšu      |
| 5     | Хәба      | Chwba      | 25    | Ҩажәи хәба   | Vjažwi chwba  | 45    | Ҩынҩажәи хәба   | Uinvjažwi chwba  | 65    | Хынҩажәи хәба   | Ch-nvjažwi chwba  | 85    | Ԥшьынҩажәи хәба   | Pšj-nvjažwi chwba  | 600    | Фышә      | F-šu       |
| 6     | Фба       | Fba        | 26    | Ҩажәи фба    | Vjažwi fba    | 46    | Ҩынҩажәи фба    | Uinvjažwi fba    | 66    | Хынҩажәи фба    | Ch-nvjažwi fba    | 86    | Ԥшьынҩажәи фба    | Pšj-nvjažwi fba    | 700    | Быжьшәы   | B-žjšu     |
| 7     | Быжьба    | B-žjba     | 27    | Ҩажәи быжьба | Vjažwi b-žjba | 47    | Ҩынҩажәи быжьба | Uinvjažwi b-žjba | 67    | Хынҩажәи быжьба | Ch-nvjažwi b-žjba | 87    | Ԥшьынҩажәи быжьба | Pšj-nvjažwi b-žjba | 800    | Аашәы     | Ášu        |
| 8     | Ааба      | Ába        | 28    | Ҩажәи ааба   | Vjažwi ába    | 48    | Ҩынҩажәи ааба   | Uinvjažwi ába    | 68    | Хынҩажәи ааба   | Ch-nvjažwi ába    | 88    | Ԥшьынҩажәи ааба   | Pšj-nvjažwi ába    | 900    | Жәшәы     | Žwšu       |
| 9     | Жәба      | Žwba       | 29    | Ҩажәи жәба   | Vjažwi žwba   | 49    | Ҩынҩажәи жәба   | Uinvjažwi žwba   | 69    | Хынҩажәи жәба   | Ch-nvjažwi žwba   | 89    | Ԥшьынҩажәи жәба   | Pšj-nvjažwi žwba   | 1000   | Зқьы      | Zkj-       |
| 10    | Жәаба     | Žwaba      | 30    | Ҩажәи жәаба  | Vjažwi žwaba  | 50    | Ҩынҩажәи жәаба  | Uinvjažwi žwaba  | 70    | Хынҩажәи жәаба  | Ch-nvjažwi žwaba  | 90    | Ԥшьынҩажәи жәаба  | Pšj-nvjažwi žwaba  | 2000   | Ҩнызқь    | Uin-zkj    |
| 11    | Жәеиза    | Žweiza     | 31    | Ҩажәи жәеиза | Vjažwi žweiza | 51    | Ҩынҩажәи жәеиза | Uinvjažwi žweiza | 71    | Хынҩажәи жәеиза | Ch-nvjažwi žweiza | 91    | Ԥшьынҩажәи жәеиза | Pšj-nvjažwi žweiza | 3000   | Хнызқь    | Chn-zkj    |
| 12    | Жәаҩа     | Žwavja     | 32    | Ҩажәи жәаҩа  | Vjažwi žwavja | 52    | Ҩынҩажәи жәаҩа  | Uinvjažwi žwavja | 72    | Хынҩажәи жәаҩа  | Ch-nvjažwi žwavja | 92    | Ԥшьынҩажәи жәаҩа  | Pšj-nvjažwi žwavja | 4000   | Ԥшьнызқь  | Pšjn-zkj   |
| 13    | Жәаха     | Žwacha     | 33    | Ҩажәи жәаха  | Vjažwi žwacha | 53    | Ҩынҩажәи жәаха  | Uinvjažwi žwacha | 73    | Хынҩажәи жәаха  | Ch-nvjažwi žwacha | 93    | Ԥшьынҩажәи жәаха  | Pšj-nvjažwi žwacha | 5000   | Хәнызқь   | Chwn-zkj   |
| 14    | Жәиԥшь    | Žwipšj     | 34    | Ҩажәи жәиԥшь | Vjažwi žwipšj | 54    | Ҩынҩажәи жәиԥшь | Uinvjažwi žwipšj | 74    | Хынҩажәи жәиԥшь | Ch-nvjažwi žwipšj | 94    | Ԥшьынҩажәи жәиԥшь | Pšj-nvjažwi žwipšj | 6000   | Фнызқь    | Fn-zkj     |
| 15    | Жәохә     | Žwoxu      | 35    | Ҩажәи жәохә  | Vjažwi žwoxu  | 55    | Ҩынҩажәи жәохә  | Uinvjažwi žwoxu  | 75    | Хынҩажәи жәохә  | Ch-nvjažwi žwoxu  | 95    | Ԥшьынҩажәи жәохә  | Pšj-nvjažwi žwoxu  | 7000   | Бжьнызқь  | Bžjn-zkj   |
| 16    | Жәаф      | Žwaf       | 36    | Ҩажәи жәаф   | Vjažwi žwaf   | 56    | Ҩынҩажәи жәаф   | Uinvjažwi žwaf   | 76    | Хынҩажәи жәаф   | Ch-nvjažwi žwaf   | 96    | Ԥшьынҩажәи жәаф   | Pšj-nvjažwi žwaf   | 8000   | Аанызқь   | Án-zkj     |
| 17    | Жәибжь    | Žwibžj     | 37    | Ҩажәи жәибжь | Vjažwi žwibžj | 57    | Ҩынҩажәи жәибжь | Uinvjažwi žwibžj | 77    | Хынҩажәи жәибжь | Ch-nvjažwi žwibžj | 97    | Ԥшьынҩажәи жәибжь | Pšj-nvjažwi žwibžj | 9000   | Жәнызқь   | Žwn-zkj    |
| 18    | Жәаа      | Žwá        | 38    | Ҩажәи жәаа   | Vjažwi žwá    | 58    | Ҩынҩажәи жәаа   | Uinvjažwi žwá    | 78    | Хынҩажәи жәаа   | Ch-nvjažwi žwá    | 98    | Ԥшьынҩажәи жәаа   | Pšj-nvjažwi žwá    | 10000  | Жәанызқь  | Žwan-zkj   |
| 19    | Зеижә     | Zeižu      | 39    | Ҩажәи зеижә  | Vjažwi zeižu  | 59    | Ҩынҩажәи зеижә  | Uinvjažwi zeižu  | 79    | Хынҩажәи зеижә  | Ch-nvjažwi zeižu  | 99    | Ԥшьынҩажәи зеижә  | Pšj-nvjažwi zeižu  | 100000 | Шәнызқь   | Šwn-zkj    |

### Příklady užitečných frází
| Abchazsky            | Výslovnost           | Česky                     |
| -------------------- | -------------------- | ------------------------- |
| Мшыбзиа / Мшыбзиақәа | Mš-bzia / Mš-bziakwa | Dobrý den / Dobrý den vám |
| Шьыжьбзиа            | Šj-žbzia             | Dobré ráno                |
| Хәлыбзиа!            | Chwl-bzia            | Dobrý večer               |
| Аҵх алԥха уоуааит!   | Acch alpha uouáit    | Dobrou noc                |
| Абзиараз             | Abziaraz             | Na shledanou              |
| Бзиала шәаабеит      | Bziala šwábeit       | Vítejte                   |
| Бзиара збаша         | Bziara zbaša         | Čau / Nazdar              |
| Ааи                  | Ái                   | Ano                       |
| Мап                  | Map                  | Ne                        |
| Исыздырӡом           | Is-zd-rdzom          | Nevím                     |

## Vzorový text

### Všeobecná deklarace lidských práv
| abchazsky | Дарбанзаалак ауаҩы дшоуп ихы дақәиҭны. Ауаа зегь зинлеи патулеи еиҟароуп. Урҭ ирымоуп ахшыҩи аламыси, дара дарагь аешьеи аешьеи реиԥш еизыҟазароуп. |
| česky     | Všichni lidé se rodí svobodní a sobě rovní co do důstojnosti a práv. Jsou nadáni rozumem a svědomím a mají spolu jednat v duchu bratrství.          |